# Wilhelmina Gips
Johanna Wilhelmina Gips (Dordrecht, 29 september 1843 – Den Haag, 18 december 1895) was een Nederlands zangeres en muziekpedagoog. Haar stembereik was sopraan.
Ze was dochter van kantoorbediende Albertus Gips en Sophia Beliana Maria van den Broek. Haar broer was de schilder Cornelis Gips, diens zoon Abraham Frans Gips en kleindochter Wilhelmine Carbin-Gips waren eveneens kunstenaars. Wilhelmina Gips bleef ongetrouwd.
Ze kreeg haar muziekopleiding van Ferdinand Böhme in Dordrecht, daarna van Carl Schneider in Rotterdam en Pauline Viardot-García in Baden-Baden. Na haar opleiding trok ze West-Europa in en zong mee in talloze uitvoeringen, zowel concerten als oratoria. Toch vestigde ze zich na verloop van tijd weer in haar geboorteplaats. Ze werd er zanglerares aan de plaatselijke muziekschool. Onder de leerlingen bevonden zich Arnold Spoel, Cornélie van Zanten en Jos Orelio. Die laatste gaf ze soms gratis les, wanneer hij onvoldoende middelen had om lesgeld te betalen. Al in 1872 was ze erelid van de Maatschappij tot Bevordering der Toonkunst afdeling Dordrecht. Rond die tijd zong ze ook tijdens liefdadigheidconcert voor hulpbehoevende musici (Dordrecht) en armen (Leiden).
Ze zong partijen van door de eeuwen heen. Er zijn optredens bekend waarin ze werken zong van Johann Sebastian Bach, maar ook werken van Orlando di Lasso, Sweelinck en modernere componisten zoals Niels Gade en Hermina Maria Dijk heeft ze gezongen. Ze was daarin niet alleen solist, maar ook soms lid van het koor onder leiding van Daniël de Lange. De recensenten dachten wisselend over haar. Ze zou een fraaie al dan niet krachtige stem hebben gehad. Ze waren wat minder te spreken over een gebrek aan warmte en hartstocht. Haar laatste jaren bracht ze teruggetrokken in Den Haag door, alwaar ze een maagziekte opliep. Ze zou daaraan geopereerd worden, maar de ziekte woekerde daarvoor te snel voort. Ze stierf op vrij jonge leeftijd.
In 2013 werd in Dordrecht een muzikaal eerbetoon aan haar gehouden.
- Biografisch Portaal: 44005226
- Digitale Bibliotheek voor de Nederlandse Letteren: gips002
- Nederlandse Thesaurus van Auteursnamen: 384126553
- Virtual International Authority File: 317165060
- WorldCat: E39PBJqK9GMhv67gVWcvpbc3wC